# Acomys wilsoni
Acomys wilsoni é uma espécie de roedor da família Muridae.
Pode ser encontrada nos seguintes países: Etiópia, Quénia, Somália, Sudão, Tanzânia e Uganda.
Os seus habitats naturais são: savanas áridas, matagal árido tropical ou subtropical e áreas rochosas.